# Justin Trudeau
Justin Pierre James Trudeau (/ˈtruːdoʊ, truːˈdoʊ/; tiếng Pháp: [ʒystɛ̃ tʁydo] sinh ngày 25 tháng 12 năm 1971) là một nhà chính trị người Canada người đang phục vụ với tư cách là thủ tướng thứ 23 của Canada từ năm 2015 đến năm 2025 và là lãnh đạo của Đảng Tự Do từ năm 2013 đến năm 2025. Trudeau là thủ tướng trẻ thứ 2 người Canada sau Joe Clark; ông cũng là người đầu tiên có liên hệ với cựu thủ tướng trước đó, khi là con lớn nhất của cựu thủ tướng thứ 15 của Canada Pierre Trudeau.
Được sinh tại Ottawa, Trudeau đã học Cao đẳng Jean-de-Brébeuf, đã tốt nghiệp từ Đại học McGill trong năm 1994, và sau đó Đại học British Columbia năm 1998. Ông có một bằng cử nhân nghệ thuật văn chương và một bằng cử nhân giáo dục. Sau khi tốt nghiệp, ông đã làm việc như một giáo viên ở Vancouver, British Columbia. Ông đã bắt đầu nghiên cứu kĩ thuật tại trường École Polytechnique của Montreal năm 2002 nhưng rời bỏ trong năm 2003. Bắt đầu năm 2004, ông đã dành 1 năm cho chương trình cao học ngành địa lý môi trường tại Đại học McGill nhưng đã rời đi không tốt nghiệp năm 2005. Ông cũng đã giữ những công việc bao gồm hướng dẫn viên cắm trại, canh hộp đêm, và hướng dẫn trượt tuyết.
Trudeau trở thành Thủ tướng thứ 23 của Canada sau khi đảng của ông giành chiến thắng đa số tại Hạ nghị viện trong cuộc bầu cử toàn quốc vào ngày 19 tháng 10 năm 2015.
Ông nhậm chức vào ngày 4 tháng 11 năm 2015, tại thời điểm đó ông đã nhận được danh hiệu The Right Honourable suốt đời. Lúc ông nhậm chức, ông là người trẻ thứ nhì đảm nhận chức vụ này ở Canada (Joe Clark là người trẻ nhất) và là con trai đầu tiên của một cựu thủ tướng đảm nhận cương vị này.
Đảng Tự Do Canada đã giành được nhiều ghế nhất trong cuộc bầu cử liên bang năm 2019 (157) và 2021 (160). Tuy vậy, chính phủ của Trudeau đã hai lần thành lập một chính phủ thiểu số, mặc cho việc thua số phiếu phổ thông và nhận được tỷ lệ phiếu phổ thông thấp nhất so với bất cứ đảng cầm quyền nào trong lịch sử Canada.

## Tiểu sử
Trudeau sinh ở Ottawa, Ontario, cha ông là cựu Thủ tướng Pierre Trudeau và mẹ ông là Margaret Trudeau (nhũ danh Sinclair).
Ông là đứa trẻ thứ hai trong lịch sử Canada được sinh ra trong một gia đình đương kim thủ tướng; người đầu tiên là con gái út của John A. Macdonald, Margaret Mary Macdonald. Em trai Trudeau của Alexandree (Sacha) (sinh ngày 25 tháng 12 năm 1973) và Michel (2 tháng 10 năm 1975 - ngày 13 tháng 11 năm 1998) là người thứ ba và người thứ tư. Ông chủ yếu có gốc của Pháp-Canada, Scotland, và Anh. Ông nội và ngoại của Trudeau là những doanh nhân Charles Trudeau và James Sinclair sinh ở Scotland, người từng là Bộ trưởng Bộ Thủy sản trong nội các của Thủ tướng Louis St. Laurent.. Một trong số những người tổ tiên bên ngoại của ông là người Anh đã sinh sống ở Singapore, Indonesia, và Malaysia trong thời thuộc địa lần, bao gồm William Farquhar người Scotland, một nhà lãnh đạo ghi nhận thuộc địa của Singapore; Người vợ đầu tiên của Farquhar, là bà cố năm đời của Trudeau Antoinette "Nonio" Clement, là con gái của một người cha người Pháp và mẹ là người Malaysia, khiến Trudeau là vị Thủ tướng Canada được định có tổ tiên không phải châu Âu.
Cha mẹ Trudeau chia tay năm 1977, khi Trudeau lên sáu tuổi, và cha ông thôi chức thủ tướng năm 1984
Trudeau có ba anh chị em cùng cha khác mẹ và cùng mẹ khác cha, Kyle và Alicia, cùng mẹ khác cha, và Sarah, cùng cha khác mẹ.
Sau khi rời khỏi cuộc sống chính trị, Pierre Trudeau nuôi dạy các con của mình trong sự riêng tư tương đối tại Montreal. Trudeau theo học Collège Jean-de-Brébeuf, trường cũ của cha mình. Năm 2008, Trudeau nói rằng trong số tất cả các cuộc đi chơi của mình sớm gia đình ông thích cắm trại với cha của mình nhiều nhất, bởi vì "đó là nơi cha của chúng tôi mới đích thị là cha của chúng tôi - một người cha trong rừng ". Trudeau lúc đó 28 tuổi, nổi lên như một nhân vật nổi bật trong tháng 10 năm 2000, sau khi đọc một bài điếu văn tại lễ tang của cha mình. Canadian Broadcasting Corporation (CBC) đã nhận được rất nhiều cuộc gọi đến đề nghị phát lại bài điếu văn này sau khi được phát lần đầu, và chính trị gia hàng đầu Quebec Claude Ryan mô tả nó như là "có lẽ [...] biểu hiện đầu tiên của một triều đại." Một cuốn sách do CBC năm 2003 bao gồm các bài phát biểu trong danh sách các sự kiện quan trọng của Canada từ năm mươi năm qua.

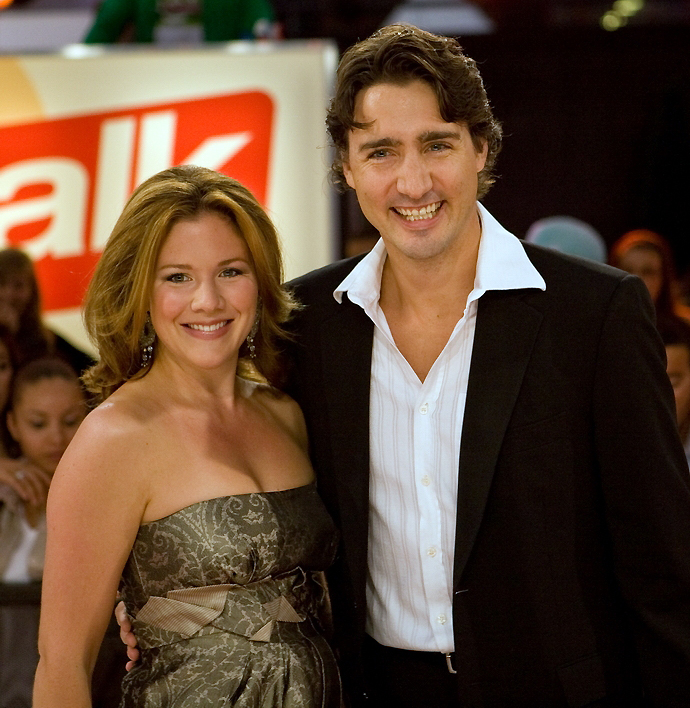
Trudeau và vợ Sophie Gregoire, năm 2008

Trudeau có bằng cử nhân văn học từ Đại học McGill và một bằng cử nhân giáo dục từ Đại học British Columbia. Sau khi tốt nghiệp, ông làm giáo viên tiếng Pháp và toán học tại West Point Grey Academy và Trường PTTH Sir Churchill Winston ở Vancouver, British Columbia. Từ năm 2002 đến 2004, ông học ngành kỹ sư tại École Polytechnique de Montréal, một phần của Université de Montréal. Ông cũng bắt đầu bằng thạc sĩ Địa lý môi trường tại Đại học McGill trước khi đình chỉ chương trình của mình để bắt đầu sự nghiệp chính trị.

## Đời tư

### Gia đình
Trudeau lần đầu gặp Sophie Grégoire khi họ đều là những đứa trẻ lớn lên ở Montreal; Grégoire là một bạn cùng lớp và bạn thời ấu thơ của em trai của Trudeau, Michel. Họ đã kết nối lại khi trưởng thành vào tháng 6 năm 2003, khi Grégoire, lúc đó là một nhân vật truyền hình Quebec, được chỉ định với tư cách là đòng chủ nhà của Trudeau trong một buổi khiêu vũ từ thiện; họ đã bắt đầu hẹn hò nhiều tháng sau đó. Trudeau và Grégoire đã đính hôn vào tháng 10 năm 2004, và đã kết hôn vào 28 tháng 5 năm 2005, trong buổi lễ tại nhà thờ Công giáo Sainte-Madeleine d'Outremont. Họ đã có ba con: Xavier James (18 tháng 10 năm 2007),Ella-Grace Margaret (5 tháng 2 năm 2009) và Hadrien Grégoire (28 tháng 2 năm 2014)
Tháng 1, 2013, hai tháng sau khi Trudeau đã trở thành lãnh đạo của Đảng Tự Do Canada, cặp đôi đã bán nhà của họ ở Côte-des-Neiges lân cận của Montreal. Họ đã bắt đầu sống trong một ngôi nhà cho thuê trong công viên Rockcliffe của Ottawwa, vùng gần nơi Trudeau đã sống khi còn nhỏ trong suốt thời gian cha của ông là một thủ tướng.
Vào tháng 8 năm 2014, một người xâm nhập đã vào nhà trong khi Grégoire và 3 đứa trẻ đang ngủ và đã rời đi với một lời ghi chép đe dọa, tuy nhiên, không bị trộm và không có thiệt hại tới tài sản. Sau sự cố, Trudeau, người lúc ấy đang ở Winnipeg, đã phát biểu ý định của ông để yêu cầu với Cảnh sát hoàng gia Canada về biện pháp an ninh an ninh cho ngôi nhà của ông. Sau chiến thắng bầu cử năm 2015, Trudeau đã chọn tới sống ở Rideau Cottage, khu vực của Rideau Hall, cho đến khi những sửa chữa cần thiết là được hoàn thành tại 24 Sussex, để làm nơi cư trú.

### Ngoại hình
Ngoại hình của Trudeau là một chủ đề của nhiều ấn phẩm quốc tế. Trudeau có một hình xăm quả hình địa cầu lớn bên trong một con quạ Haida trên cánh tay trái ông. Hình xăm được dựa trên thiết kế của Robert Davidson, một nghệ sĩ người Haida, bà của nghệ sĩ này đã trang trọng chọn Pierre Trudeau như một thành viên danh dự của bộ lạc Haida trong thời gian chuyến đi chơi 1976.